# Kulturskaparna
Kulturskaparna är ett svenskt nätverk för opinionsbildning och samarbete på upphovsrättsområdet. Nätverket består av 24 konstnärsorganisationer som tillsammans företräder mer än 50 000 kulturskapare, som musiker, skådespelare, författare, tonsättare, bildkonstnärer med flera.
Nätverket lanserades med ett medialt utspel den 10 mars 2010 och har sedan dess tagit plats i debatten inför valet 2010, inte minst i sociala medier. Det uttalade syftet är att företräda enskilda kulturskapare i en upphovsrättsdebatt som ofta kommit att handla om pirater på den ena sidan och nöjesindustrin på den andra. Till skillnad från industrin har nätverket sökt konstruktiv dialog med till exempel Piratpartiet och Ung Pirat.
Nätverkets fokusområden är kulturskapares villkor i en digital värld, yttrandefrihet och upphovsrätt.
Nätverket deltar i debatten, träffar politiska partier, medier och internetanvändare, för dialog med såväl pirat- som producentsidan, samt arbetar för att bidra till fler och bättre legala tjänster för spridning av kultur på internet.

## Medverkande organisationer
- Administration av Litterära rättigheter i Sverige, ALIS
- Bildkonst Upphovsrätt i Sverige, BUS
- Copyswede
- Föreningen Svenska Tonsättare
- Konstnärliga och Litterära Yrkesutövares Samarbetsnämnd, KLYS
- Konstnärernas Riksorganisation
- Oberoende Filmares Förbund
- Svenska Artister och Musikers Intresseorganisation, SAMI
- Svenska Fotografers Förbund
- Svenska Journalistförbundet
- Svenska Kompositörer av Populärmusik
- Svenska Musikerförbundet
- Svenska Regissörsföreningen
- Svenska Tecknare
- Svenska Tonsättares Internationella Musikbyrå, Stim
- Sveriges Arkitekter
- Sveriges Dramatikerförbund
- Sveriges Författarförbund
- Sveriges Konsthantverkare och Industriformgivare
- Sveriges Läromedelsförfattares Förbund
- Sveriges Yrkesmusikerförbund
- Teaterförbundet
- Tromb
- Unionen, fackklubben vid SR
- Unionen, facklubben vid SVT
- Unionen, fackklubben vid UR